# هاري تيت (لاعب كرة قدم)
هاري تيت (بالإنجليزية: Harry Tate)‏ هو لاعب كرة قدم أمريكي، ولد في 31 يوليو 1886 في سانت لويس في الولايات المتحدة، وتوفي بنفس المكان في 27 أكتوبر 1954.

## وصلات خارجية
- هاري تيت على موقع أوليمبيديا (الإنجليزية)